# Regió de Zanzibar Urbà-Oest
Zanzibar Urbà-Oest és una de les trenta regions administratives en les quals està dividida la República Unida de Tanzània. La seva principal població és la ciutat de Zanzíbar. Es troba dins de l'illa de Zanzíbar.

## Districtes
Aquesta regió es troba subdividida internament en dos districtes:
- Ciutat de Zanzíbar
- Zanzíbar Oest

## Territori i població
La regió de Zanzibar Urbà-Oest té una extensió de territori que abasta una superfície de 230 quilòmetres quadrats. A més aquesta regió administrativa té una població de 390.000 persones. La densitat poblacional és de 1700 habitants per cada quilòmetre quadrat de la regió.